# 素馨 (南漢)
素馨（?—?），五代十国位于岭南地区的南汉国女性人物。
素馨是南汉的宫人，南汉第四代皇帝後主劉鋹的后宫，一说是开国烈祖刘隐时的宫人。因为有特殊的美色，被选进位于兴王府（今广东省广州市）的南汉后宫。她非常喜欢戴白花，于是把这种花称之为素馨花。